# Masakr v Orlandu 2016
Ke střeleckému masakru v Orlandu došlo 12. června 2016 v gay klubu Pulse, ve floridském městě Orlando. V důsledku útoku zemřelo 50 lidí, včetně útočníka, a dalších 53 bylo zraněno. Útočník byl identifikován jako 29letý Omar Mateen, americký občan afghánského původu. V průběhu činu zavolal na policejní linku 911 a přihlásil se k Islámskému státu.
Co do počtu obětí šlo o nejhorší teroristický útok v USA od 11. září 2001, a současně nejhorší útok šíleného střelce v historii USA do útoku v Las Vegas v říjnu 2017. Kromě toho se jedná o nejkrvavější případ násilí vůči LGBT lidem v historii USA.

## Útok
Kolem 2.00 v noci místního času (8.00 SELČ) vtrhl do gay klubu Pulse v centru Orlanda maskovaný útočník a téměř okamžitě začal střílet. V klubu bylo v té době podle BBC kolem sta lidí, Česká televize později uvedla kolem 320 návštěvníků.
Zpočátku si návštěvníci klubu nebyli jistí, jestli jde o součást představení, protože se palba mísila s hlasitou hudbou. Krátce po vypuknutí palby se na facebookových stránkách klubu objevila zpráva „Všichni vypadněte z Pulsu a utíkejte“. Ve 2.02 vysloužilý policista Adam Gruler, který pracoval v klubu, střelbu opětoval. Terorista byl vyzbrojen útočnou puškou SIG Sauer MCX a pistolí. Vyšetřovatelé také v pondělí po útoku nalezli ještě třetí zbraň v jeho autě. Obě zbraně zakoupil legálně dva týdny před útokem. Původní obavy, že má u sebe výbušninu, se nepotvrdily; neznámé zařízení, či baterie, kterou policisté našli u těla, pocházela nejspíš z rozbitého detektoru kouře.

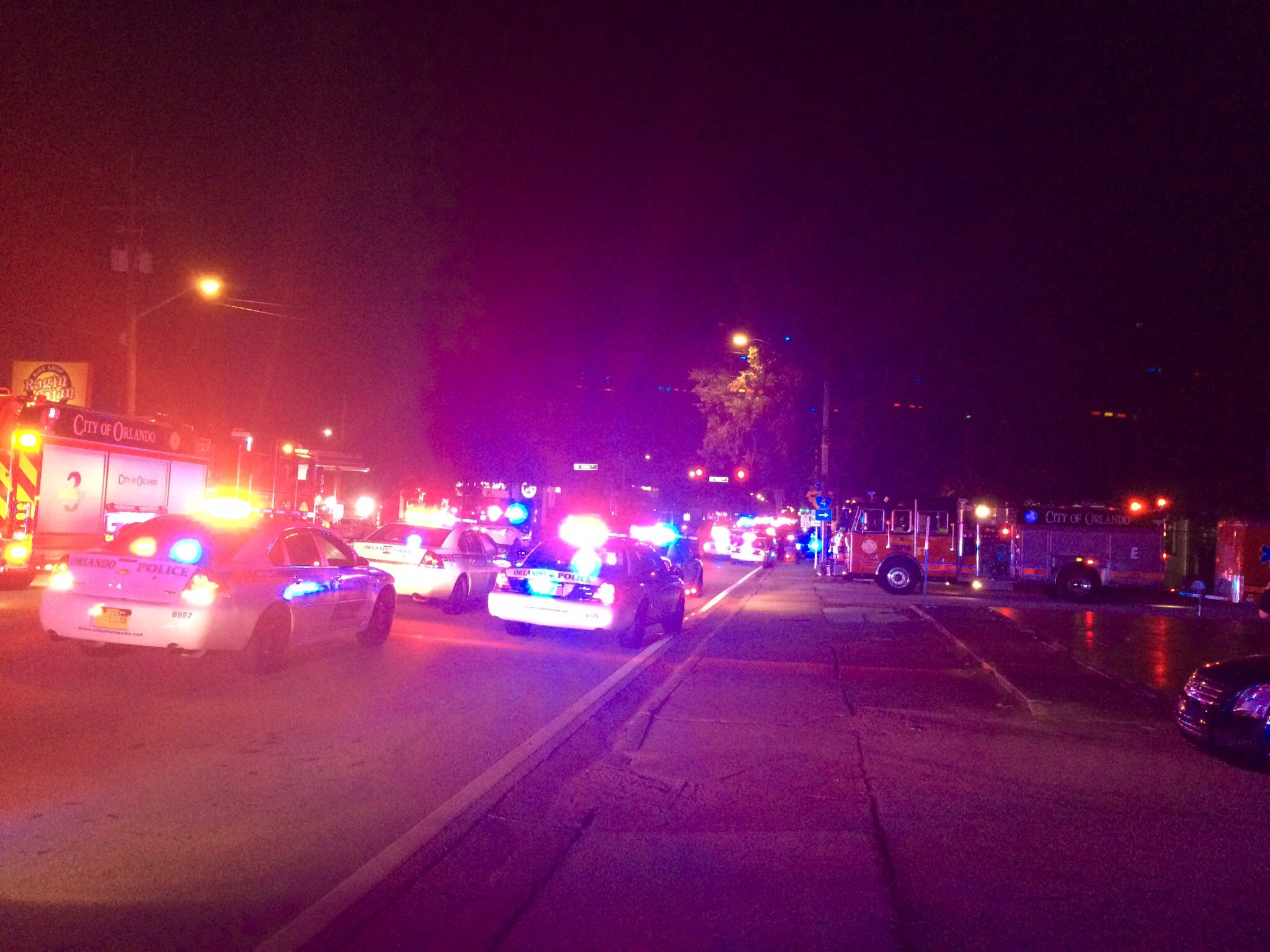
Záchranné týmy na místě incidentu

Po příjezdu policejních posil došlo k další přestřelce, kdy terorista ustupoval hlouběji do budovy až k toaletám, vzal si rukojmí a telefonicky oznámil, že patří k Islámskému státu. Také vyhrožoval bombou. Policisté se pak stáhli a začali s Mateenem vyjednávat, aby se vyhnuli dalšímu krveprolití.
Kolem 5.00 místního času prorazil zeď klubu obrněný transportér, poté policisté z jednotky SWAT použili dva zábleskové granáty a při následné přestřelce útočníka zneškodnili. Třicet rukojmí bylo osvobozeno, jeden policista – Michael Napolitano – byl odvezen do nemocnice s poraněním hlavy, které utrpěl po zásahu do kevlarové helmy. Pachatel byl na místě mrtev. Stejně tak dalších 38 lidí z klubu. Dalších 11 zraněných podlehlo podle informací CNN po odvozu do místních nemocnic. Hospitalizováno bylo dalších 53 zraněných. Dva dny po útoku zůstávalo v ošetřování 27 pacientů, z toho 6 v kritickém stavu. Poslední z nich byl propuštěn 6. září.
Později zveřejněné výsledky pitvy ukázaly, že útočník byl zasažen osmi kulkami, a to do hlavy, hrudi, břicha, lýtka, chodidel a prstu. Podle policejní zprávy na něj policisté v závěrečné přestřelce po proražení zadní zdi vystříleli téměř 150 kulek. Toxikologická zpráva nepotvrdila, že by byl pod vlivem jakýchkoli látek.
Americká policie téhož dne zadržela také v Los Angeles muže s útočnými zbraněmi, municí a zřejmě i výbušninami, který se chystal na festival Gay Pride, případnou souvislost mezi oběma případy však nic nenaznačovalo.

## Útočník

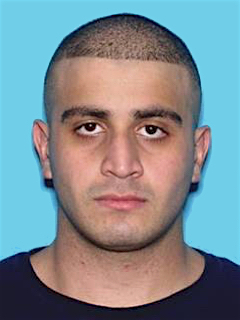
Omar Mateen na průkazové fotografii

Omar Mir Seddique Mateen (16. listopadu 1986 – 12. června 2016) byl muslim žijící ve Fort Pierce, asi 160 km od Orlanda. Narodil se v New Yorku afghánským rodičům. Podle vyjádření svého otce vystudoval na Floridě a měl titul z kriminalistiky. Podle CNN absolvoval vojenský výcvik. V roce 2014 pracoval jako člen ostrahy. V roce 2009 se oženil, podle manželky se však choval surově a labilně, takže ji rodiče po několika měsících odvedli z jeho floridského domu a v roce 2011 skončil jejich rozvodový proces.
Podle zjištění byl v minulosti dvakrát v Saúdské Arábii, poprvé v roce 2011, podruhé následujícího roku podnikl pouť do Mekky. Přímé důkazy, že by v zemi byl ve spojení s tzv. Islámským státem, však podle CNN chybí. FBI ho v roce 2013 vyslýchala kvůli udání spolupracovníků, že se pobuřujícím způsobem chlubil o svých vazbách na teroristy, podruhé FBI o rok později šetřila jeho setkání se sebevražedným atentátníkem Monerem Abú-Salhem, který se odpálil v Sýrii v roce 2014. V žádném z případů však vyšetřovatelé nenašli nic podezřelého, žádné důkazy, které by ho s radikály spojovaly. Mateen figuroval na seznamu teroristů jen dočasně po dobu výslechu, v době jeho orlandského útoku na klub Pulse však už nikoli.
Co se týká motivace, policie zprvu pracovala s možnostmi zločinu z nenávisti, teroristického útoku či násilného činu. Otec útočníka Seddique Mateen spekuloval o tom, že jeho rozhodnutí zabíjet bylo podníceno jeho homofobií. Dodal, že jeho syn byl rozčilen, když před pár měsíci viděl v Miami dva líbající se muže. Podle něj čin neměl nic společného s náboženstvím.
Podle agentury Reuters uvedla agentura Amak napojená na IS, že se ke střelbě přihlásila organizace Islámský stát (ISIS). Představitelé FBI později potvrdili, že pachatel před střelbou volal na tísňovou linku 911 a mluvil o Islámském státu. V telefonátu vyjádřil věrnost vůdci islamistů Abú Bakru Bagdádímu a zmínil i bombové útoky v Bostonu. Znovu se ISIS k Mateenově útoku přihlásil v pondělí 13. června prostřednictvím rozhlasového vysílání své stanice Baján.
Podle vyšetřovatelů se útočník choval v porovnání s obvyklým postupem radikálních atentátníků neobvykle: Nejdříve se probil přes ochranku klubu, poté však střílet přestal, zabarikádoval se a držel rukojmí. Podle bezpečnostních analytiků jde radikálům zpravidla spíše o to, aby zabili co nejvíc lidí.
Podle některých svědků nebyl Omar Mateen v klubu Pulse při útoku poprvé, nýbrž tam chodil už vícekrát předtím a několikrát byl vyveden v opilém stavu. Používal také gay seznamovací a chatovací aplikaci.

## Reakce
V Orlandu a následně i ve státě Florida byl po útoku vyhlášen výjimečný stav. Obyvatelé města projevili značnou solidaritu dárcovstvím krve, jímž reagovali na výzvu místní nemocnice.
Největší floridská organizace hájící práva leseb, gayů, bisexuálů a trans lidí Equality Florida vyhlásila veřejnou sbírku pro oběti a jejich rodiny. Oproti tomu tradičně antigay Westborská baptistická církev publikovala sérii tweetů, v nichž útok oslavovala jako spravedlivou boží odplatu sodomitské Americe.
Prezident Barack Obama vyjádřil soustrast rodinám obětí. Útok označil za teroristický čin a akt nenávisti. Uvedl, že „tento masakr nám připomíná, jak lehké je pořídit si zbraň a střílet na lidi ve škole, v kostele, v kině či gay klubu.“ Dále prohlásil, že na znamení smutku budou ve Spojených státech staženy vlajky na půl žerdi. Republikánský prezidentský kandidát Donald Trump podle agentury Reuters vyzval Obamu, aby rezignoval, neboť ve svém prohlášení nepoužil slova „radikální islám“ a podle Trumpa už si nemůže dovolit být politicky korektní.

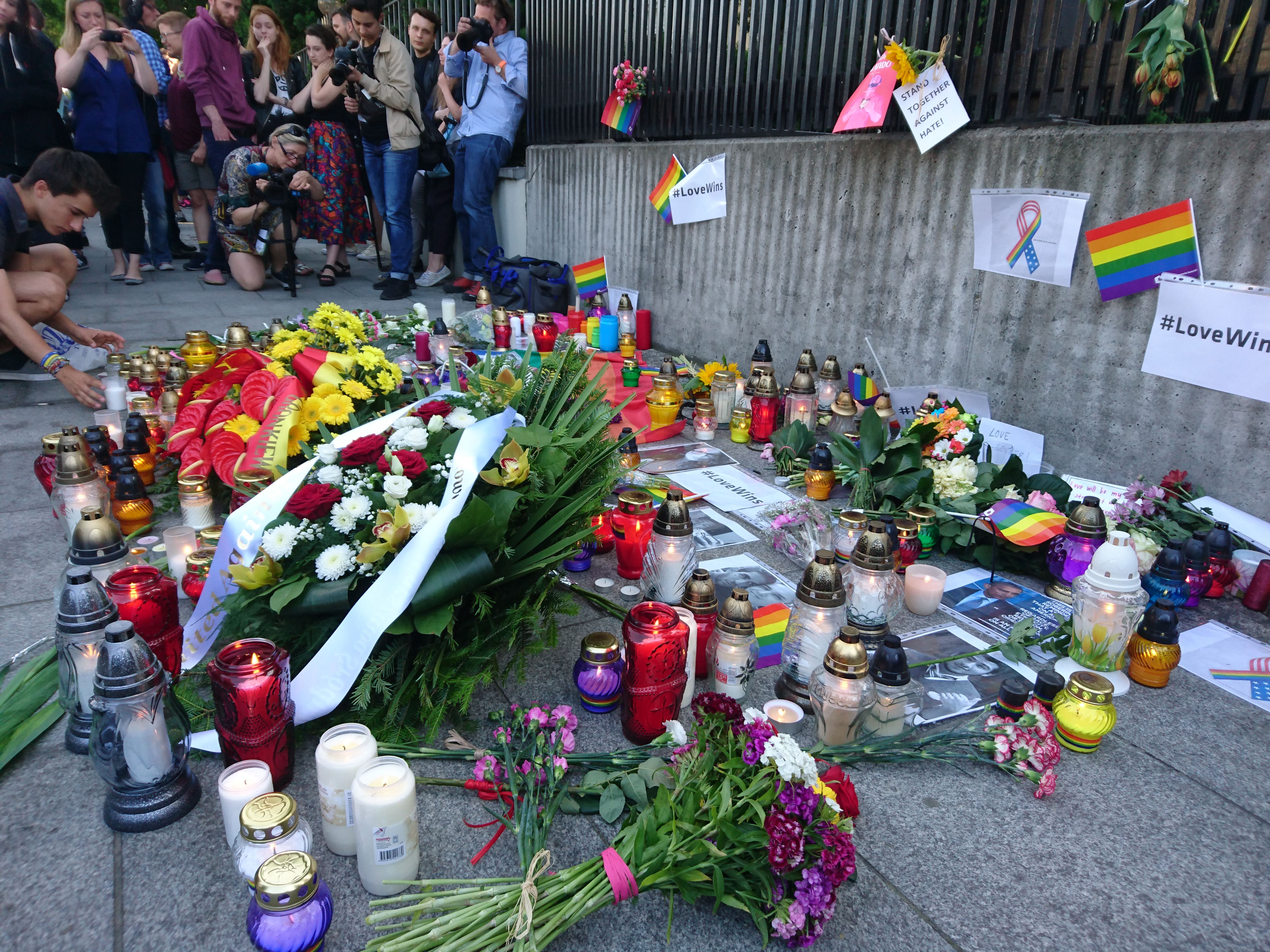
Vyjádření solidarity před velvyslanectvím USA ve Varšavě

K útoku v Orlandu se téhož dne večer vyjádřil moderátor James Corden v úvodu předávacího ceremoniálu Tony Awards. Za celou divadelní komunitu a všechny přítomné vyjádřil soustrast všem postiženým touto tragédií. Slavnostní večer byl producenty dedikován obětem a jejich rodinám.
Český premiér Bohuslav Sobotka v telegramu viceprezidentovi USA Joe Bidenovi odsoudil střelbu jako brutální a zbabělý čin na desítkách nevinných lidí, jménem svým i celé vlády vyjádřil soustrast rodinám obětí a všem, které tragédie zasáhla. České velvyslanectví ve Washingtonu prostřednictvím českého honorárního konzulátu v Orlandu zjišťovalo, zda mezi oběťmi nebyli Češi, což však nepovažovalo za pravděpodobné.
Rovné tři měsíce po události, 12. září 2016, došlo ke žhářskému útoku na mešitu, do které útočník docházel, a to neznámým mužem na motorce. K zapálení došlo v době, kdy v mešitě nikdo nebyl, a nedošlo tak k žádným zraněním. Policie viděla načasování útoku na den velkého muslimského svátku a den po 15. výročí útoků z 11. září 2001 jako jeden z možných motivů žhářského útoku. Muslimové z místní komunity se od Mateenova činu jasně distancovali, podle duchovního Hamaada Rahmana však bylo mešitě a ji navštěvujícím muslimům od červnového útoku adresováno více výhrůžek než za minulých 20 let. Z útoku byl usvědčen dvaatřicetiletý židovský radikál Joseph Schreiber, který u soudu přiznal islamofobiní motivaci.
Starosta města Orlando Buddy Dyer v listopadu 2016 oznámil, že město uzavřelo dohodu o odkoupení klubu Pulse za 2,25 milionu dolarů (v přepočtu více než 55 milionu korun dle tehdejšího kurzu) se záměrem vybudovat výhledově na místě útoku památník.
Média v prosinci 2016 informovala o iniciativě tří rodin pozůstalých po obětech z klubu Pulse, které podaly federální žalobu na společnosti provozující Facebook, Twitter a Google (YouTube). Ty podle žalujících podporovaly tzv. Islámský stát tím, že mu poskytly uživatelské účty a možnost šířit svou propagandu, získávat zdroje a lákat nové rekruty. I střelec z Orlanda se k Islámskému státu hlásil. Platformy sice uživatelské účty v minulosti zablokovaly, ale nadále bylo obtížné tyto aktivity udržet mimo. Podobnou žalobu podala již v červnu 2016 rodina jediné americké oběti dřívějších pařížských útoků.